# Formació de Hsanda Gol

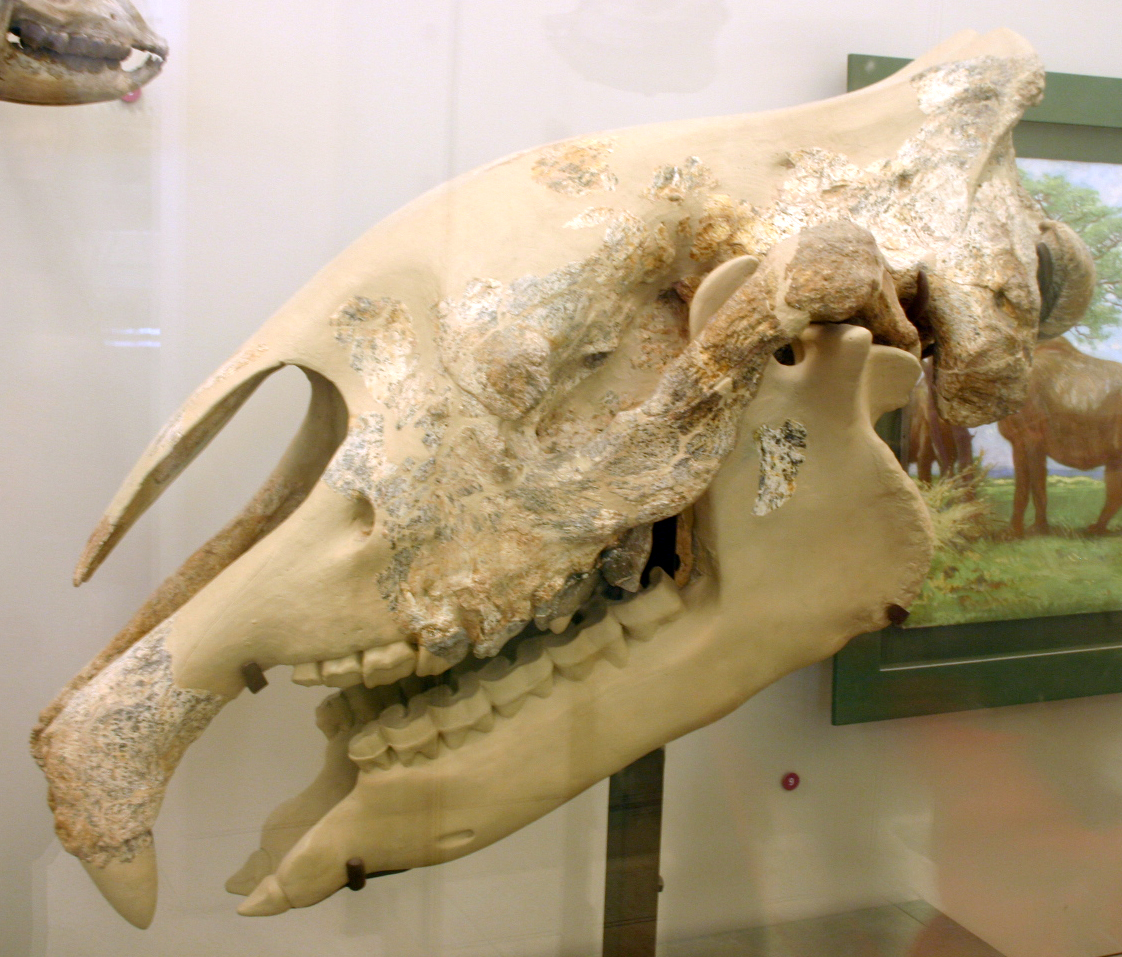
Fòssil de paracerateri trobat a Hsanda Gol

La formació de Hsanda Gol ([ʃændə ɡɒl]) és un jaciment paleontològic situat a la part mongola del desert del Gobi, conegut especialment per la seva riquesa en fòssils de mamífers de l'època de l'Oligocè, com ara hienodonts, entelodonts o els fòssils més complets coneguts de paracerateris. Entre aquests últims hi ha un esquelet únic de paracerateri que havia mort dempeus. Probablement degué morir atrapat en sorra movent, i la posició de les potes indica que estava lluitant per escapar-se'n.
L'exploració paleontològica del segle xix i principis del segle xx s'havia concentrat en jaciments europeus i nord-americans, com les fosforites del Carcí o la formació de Hell Creek. Tanmateix, Roy Chapman Andrews, del Museu Americà d'Història Natural, aconseguí reunir fons per fer una expedició al desert del Gobi, fins aleshores ignorat pels perills que representava. Andrews esperava trobar al Gobi l'anella perduda entre els simis i els humans. El que descobrí fou uns estrats que permeteren ampliar molt la informació coneguda sobre la fauna asiàtica de l'Oligocè. Tanmateix, la recerca científica a Hsanda Gol es veié interrompuda el 1930 a causa de la situació política convulsa i el jaciment no tornà a quedar obert als científics estrangers fins a la dècada del 1990.